# Weimar (Lahn)
Weimar is een gemeente in de Duitse deelstaat Hessen, en maakt deel uit van de Landkreis Marburg-Biedenkopf.
Weimar telt 7.180 inwoners.

## Plaatsen in de gemeente Weimar
- Allna
- Argenstein
- Kehna
- Nesselbrunn
- Niederwalgern
- Niederweimar
- Oberweimar (mit Germershausen)
- Roth
- Stedebach
- Weiershausen
- Wenkbach
- Wolfshausen

Amöneburg ·
Angelburg ·
Bad Endbach ·
Biedenkopf ·
Breidenbach ·
Cölbe ·
Dautphetal ·
Ebsdorfergrund ·
Fronhausen ·
Gladenbach ·
Kirchhain ·
Lahntal ·
Lohra ·
Marburg ·
Münchhausen ·
Neustadt (Hessen) ·
Rauschenberg ·
Stadtallendorf ·
Steffenberg ·
Weimar (Lahn) ·
Wetter (Hessen) ·
Wohratal